# Menthonnex-en-Bornes
Menthonnex-en-Bornes là một xã trong tỉnh Haute-Savoie thuộc vùng Rhône-Alpes đông nam Pháp.